# Koń (Koejavië-Pommeren)
Koń is een plaats in het Poolse district  Brodnicki, woiwodschap Koejavië-Pommeren. De plaats maakt deel uit van de gemeente Zbiczno en telt 30 inwoners.